# Хусеин Ђозо
Хусеин Ђозо (село Баре код Горажда, 3. јул 1912 — Сарајево, 30. мај 1982), познат и као Ебул Џим, био је југословенски исламски теолог и исламистички и нацистички активиста, те главни имам 13. СС брдске дивизије „Ханџар”, током Другог свјетског рата.
Након рата, био је један од првих професора Факултета исламских наука у Сарајеву, а по њему носи назив и основна школа у Горажду.

## Биографија
Хусеин Ђозо, рођен је у традиционалној муслиманској породици, од оца Сулејмана и мајке Хасибеу, у селу Баре, мјесто Иловача код Горажда 3. јул 1912. године. Са једанаест година 1923. уписује (основно образовање) медресу „Мехмед-паше Кукавице“ у Фочи, а двије године након тога 1925. прелази на „Мерхемића“ медресу у Сарајеву. Током боравка у Сарајеву, истовремено је учио и у „Атмејдан“ медреси. Године 1928. уписује се на Шеријатску судску школу у Сарајеву, коју завршава 1933. а онда одлази на Универзитет ел Азхар у Каиро, гдје 1939. завршава Шеријатско-правни факултет.

### Нацистичка прошлост
По повратку у Сарајево 1940. године, постављен је за наставника арапског језика у окружној медреси, а 1941. и за просвјетног референта у Уреду реису-и-улеме у Сарајеву, главног муслиманског поглавара у тадашњој Југославији. Овом функцијом постаје утицајни исламски теолог, те исламистички (велича исламске продоре у Европи) и антијеврејски активиста. Током Другог свјетског рата био је главни имам злогласне 28. Регименте, 13. СС брдске дивизије „Ханџар”, са чином капетана, одговорне за бројне злочине у источној и сјеверној Босни, као и у Срему.
У Ханџар дивизију се добровољно пријавио јуна 1943. и првобитно служио као имам 2. пука (СС пук бр. 28). За вријеме своје службе у овој јединици, осим просвећивањем трупа, Ђозо се такође бавио и обуком других имама. Писао је у класичном нацистичком пропагандном стилу, користећи стандардне фразе попут „давања живота за великог вођу Адолфа Хитлера и Нову Европу”, о задатку СС-оваца, као и о борби „против капитализма, комунизма и јудаизма“, а све зарад „Новог поретка”. О Ђозиној сарадњи са Хајнрихом Химлером писао је у то вријеме и њемачки магазин „Фокус”. У једном Ђозином писму стоји:
Сматрам својом дужности изразити захвалност Рајхфиреру у име дивизијских имама и стотина и хиљада сиромашних у Босни. Спремни смо положити наше животе у борби за великог вођу Адолфа Хитлера и Нову Еуропу.

### Период након рата
Послије рата, нове комунистичке власти су га осудиле на пет година робије и губитак часних права у трајању од такође пет година, јер је, како стоји у пресуди: „својим радом подигао морал у непријатељским јединицама”. Иако је био високорангирани официр ових јединица и директни учесник покоља српских цивила у зони његових јединица, за злочине које су починили он и његове јединице - није му суђено. Након одлежане затворске казне, Ђозо је у периоду 1950—1960 радио у Творници кожних прерађевина, затим у Управи градских путева у Сарајеву, а потом и као виши књиговођа у фирми „Метал” у Сарајеву. Послије извесног времена, Ђозо је и у комунистичкој Југославији, наставио свој теолошки рад.
Године 1960, Хусеин Ђозо почиње радити у Врховном исламском старјешинству гдје остаје све до смрти 1982. године. Оно по чему остаје упамћен у овом периоду јесу његове рубрике у листу „Гласник”, гдје се Ђозо писаним путем обраћа широким муслиманским масама.
Кроз своје фетве Ђозо истиче улогу жене у исламу, дајући ригорозне одреднице како би се муслиманке требале облачити, и уоште понашати у немуслиманском друштву. Сличне упуте даје и за мушке сљедбенике ислама, критикујући укорјењене неисламске обичаје у тадашњем социјалистичком друштву.
Током шездесетих и раних седамдесетих година 20. вијека Ђозо хонорарно ради и као професор Гази Хусрев-бегове медресе гдје предаје ахлак, акаид, фикх, хадис, реторику, усули фикх, тефсир и ваз. За предсједника Удружења илмије у СР Босни и Херцеговини изабран је 1964. године. А већ 1968. Ђозо је поново узбуркао јавност Југославије, када је подржао позив на џихад против Израела, а који је претходно упутио његов нацистички саборац, јерусалимски муфтија Мухамед Амин ел Хусеини.
Иако је своју подршку џихаду Ђозо изрекао у тада комунистичкој Југославији, исти, поново није претрпио никакве санкције. Године 1970. Ђозо покреће и лист „Препород” чији је главни и одговорни уредник до 1972. године, те касније у периоду 1976—1979. Лист, иако критикован, осим теолошких проблема муслимана, несметано се бавио и политичким пропагирањима исламске и исламистичке идеологије.
Са отварањем Исламског теолошког факултета у Сарајеву 1977. године, Ђозо постаје редовни професор на предмету тумачења Кур'ана, а у самом оснивања Факултета је имао истакнуту улога. Током овог овог свог академског рада, он се не либи (случај отварања џамије у Бугојну) да и даље велича исламистичку идеологију (освајања Европе) и често износи анти-јеврејски став:
Нимало се не устручавамо да причамо како су некада Арапи стајали пред Паризом, а Турци пред Бечом, а истодобно заборављамо чињеницу да је сувише малехан број Јевреја поразио стотину милиона Арапа, запаливши једну од највећих исламских светиња (Ђозо алудира на паљење џамије Ел Акса у августу 1969. године).“
Интересантно је и то да је Хусеин Ђозо, у неколико наврата био и лични преводилац предсједника СФРЈ Јосипа Броза на његовим путовањима по арапским земљама.
Умро је 30. маја 1982. године, у Сарајеву, у својој 70. години. Врховни сабор исламске заједнице дана 6. октобра 1990. године донио је одлуку о потпуној рехабилитацији Хусеина Ђозе, а Факултет исламских наука му је у поводу његове смрти посветио први Зборник радова. Данас, добар дио његових сународника га сматра једним од највећих и најутицајнијих босанских муслиманских мислилаца прошлог вијека. Прије неколико година, са брисањем свих улица у Горажду које су носиле имена познатих српских интелектуалаца или хероја, у његову част, основна школа у Горажду која се звала „Никола Тесла“ је променила име у „Хусеин ефендија Ђозо“.
Џамија отворена почетком 2021. године у његовој родној Иловачи, такође је понијела његово име.